# 910
Évszázadok: 9. század – 10. század – 11. század
Évtizedek: 860-as évek – 870-es évek – 880-as évek – 890-es évek – 900-as évek – 910-es évek – 920-as évek – 930-as évek – 940-es évek – 950-es évek – 960-as évek
Évek: 905 – 906 – 907 – 908 –  909 – 910 – 911 – 912 – 913 – 914 – 915

## Események

### Európa
- A magyarok ismét Svábföldre vezetnek hadjáratot. A 16 éves Gyermek Lajos keleti frank király Augsburgnál gyűjti össze seregeit, de még mielőtt valamennyi csapata megérkezne, a magyarok a vártnál hamarabb rájuk támadnak. A június 12-én vívott első augsburgi csatában a magyarok a színlelt menekülés taktikájával elválasztják a frank nehézlovasságot a sereg többi részétől, majd a lovasság megsemmisítése után a menekülő gyalogság nagy részét is lemészárolják. A frank parancsnok, Gozbert gróf maga is elesik, Lajos királynak sikerül visszamenekülnie Augsburgba.
- Tíz nappal később a Rednitz folyó mellett a magyarok szétverik a későn érkező frankokat és megölik vezetőjüket, Gebhard lotaringiai herceget. Lajos király békét kér, nagy hadisarccal váltja meg a magyarok kivonulását és éves adó fizetését is megígéri.
- Meghal III. Alfonz asztúriai király. Fiai megosztoznak birodalmán: Garciáé León, Ordoñóé Galícia, Frueláé Asztúria.
- A northumbriai vikingek az előző évi angolszász támadást megtorlandó, betörnek Merciába. Az angolszászok a tettenhalli csatában legyőzik őket és megölik három "királyukat", Ingvart, Eowilst és Halfdant.
- Vilmos aquitániai herceg megalapítja Cluny bencés kolostorát, amelyet – a korabeli gyakorlattól eltérően – közvetlenül a pápa fennhatósága alá helyez.
- Meghal I. Atenulf, capuai és beneventói herceg. Utóda fia, I. Landulf.
- Meghal Muncimir horvát fejedelem. Utóda Tomislav (valószínűleg a fia).

## Születések
- Magdeburgi Szent Adalbert, érsek
- Eadgyth, I. Ottó német-római császár felesége
- Fernán González, kasztíliai gróf
- Gunnhildr Gormsdóttir, viking királyné
- Szász Hedvig, Nagy Hugó frank herceg felesége
- Helené Lekapéné, Bíborbanszületett Konstantin felesége
- XI. János, római pápa
- Rossanói Nilus, dél-itáliai apát

## Halálozások
- június 2. – Provence-i Richilde, Kopasz Károly felesége
- június 22. – Gebhard, lotaringiai herceg
- december 20. – III. Alfonz, asztúriai király
- december 23. – Preszlavi Naum, bolgár szent
- I. Atenulf, capuai herceg
- Dzsunajd Bagdadí, perzsa szúfi misztikus
- Muncimir, horvát fejedelem
- I. Jaszovarman, khmer király

## Fordítás
- Ez a szócikk részben vagy egészben  a(z)   910 című angol Wikipédia-szócikk ezen változatának fordításán alapul.  Az eredeti cikk szerkesztőit annak laptörténete sorolja fel. Ez a jelzés csupán a megfogalmazás eredetét és a szerzői jogokat jelzi, nem szolgál a cikkben szereplő információk forrásmegjelöléseként.